# Saint-Ciers-de-Canesse
Saint-Ciers-de-Canesse (okzitanisch: Sent Circ) ist  eine französische Gemeinde mit 754 Einwohnern (Stand: 1. Januar 2022) im Département Gironde in der Region Aquitanien. Sie gehört zum Arrondissement Blaye und zum Kanton L’Estuaire.

## Lage
Saint-Ciers-de-Canesse liegt etwa 27 Kilometer nördlich von Bordeaux in der historischen Provinz Angoumois in der Kulturlandschaft der Charente. Umgeben wird Saint-Ciers-de-Canesse von den Nachbargemeinden Plassac im Nordwesten und Norden, Berson im Norden und Nordosten, Saint-Trojan im Osten, Samonac im Südosten, Comps im Süden, Gauriac im Süden und Südwesten sowie Villeneuve im Westen.

## Bevölkerungsentwicklung
| Jahr                       | 1962 | 1968 | 1975 | 1982 | 1990 | 1999 | 2006 | 2010 | 2020 |
| Einwohner                  | 671  | 635  | 649  | 714  | 713  | 718  | 767  | 789  | 759  |
| Quellen: Cassini und INSEE |      |      |      |      |      |      |      |      |      |

## Sehenswürdigkeiten
- Kirche Saint-Jean aus dem 14. Jahrhundert, mit Umbauten aus dem 16. Jahrhundert, Monument historique seit 1925
- Schloss Graulet (auch Grolet)

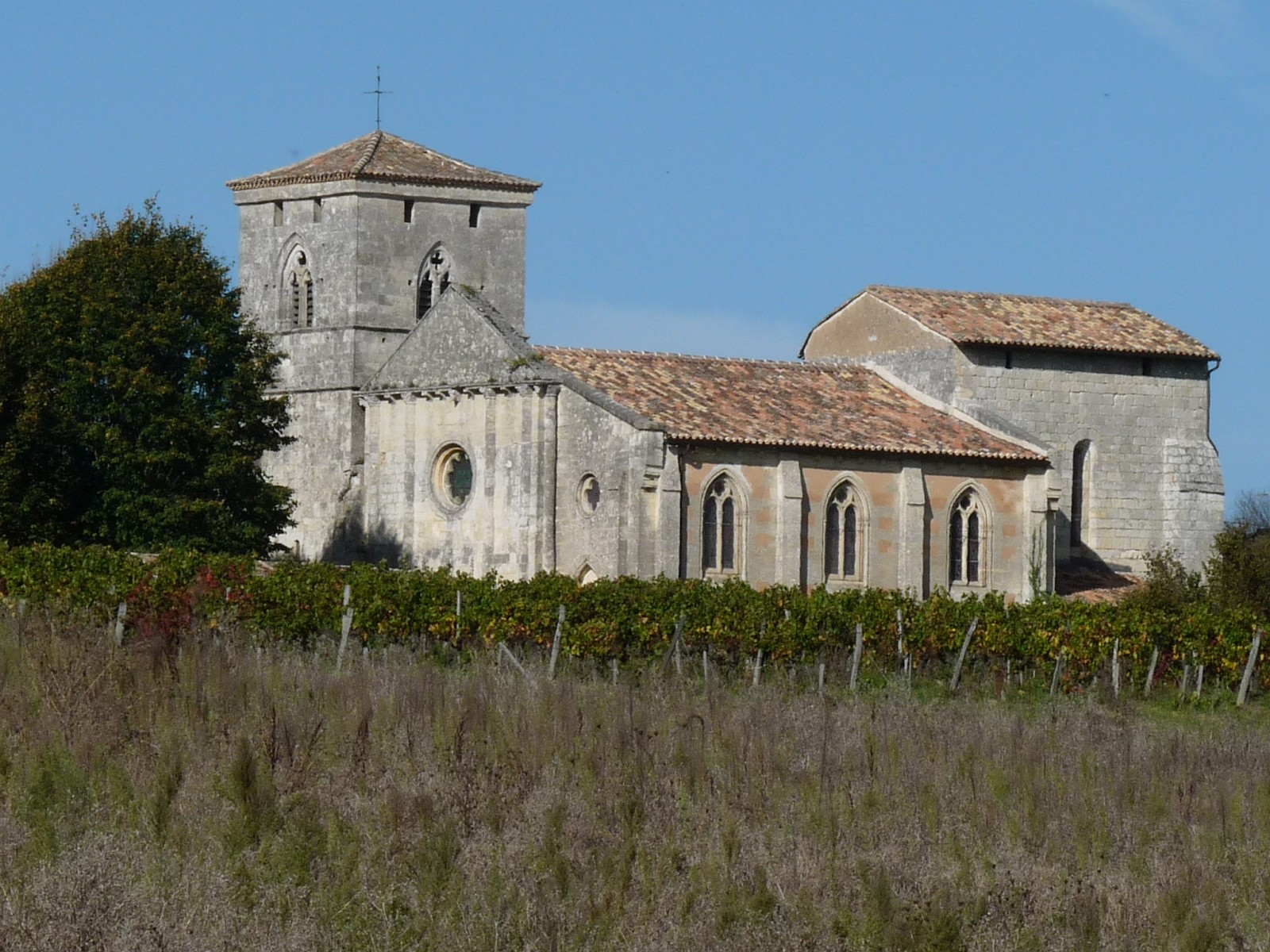
Kirche Saint-Jean
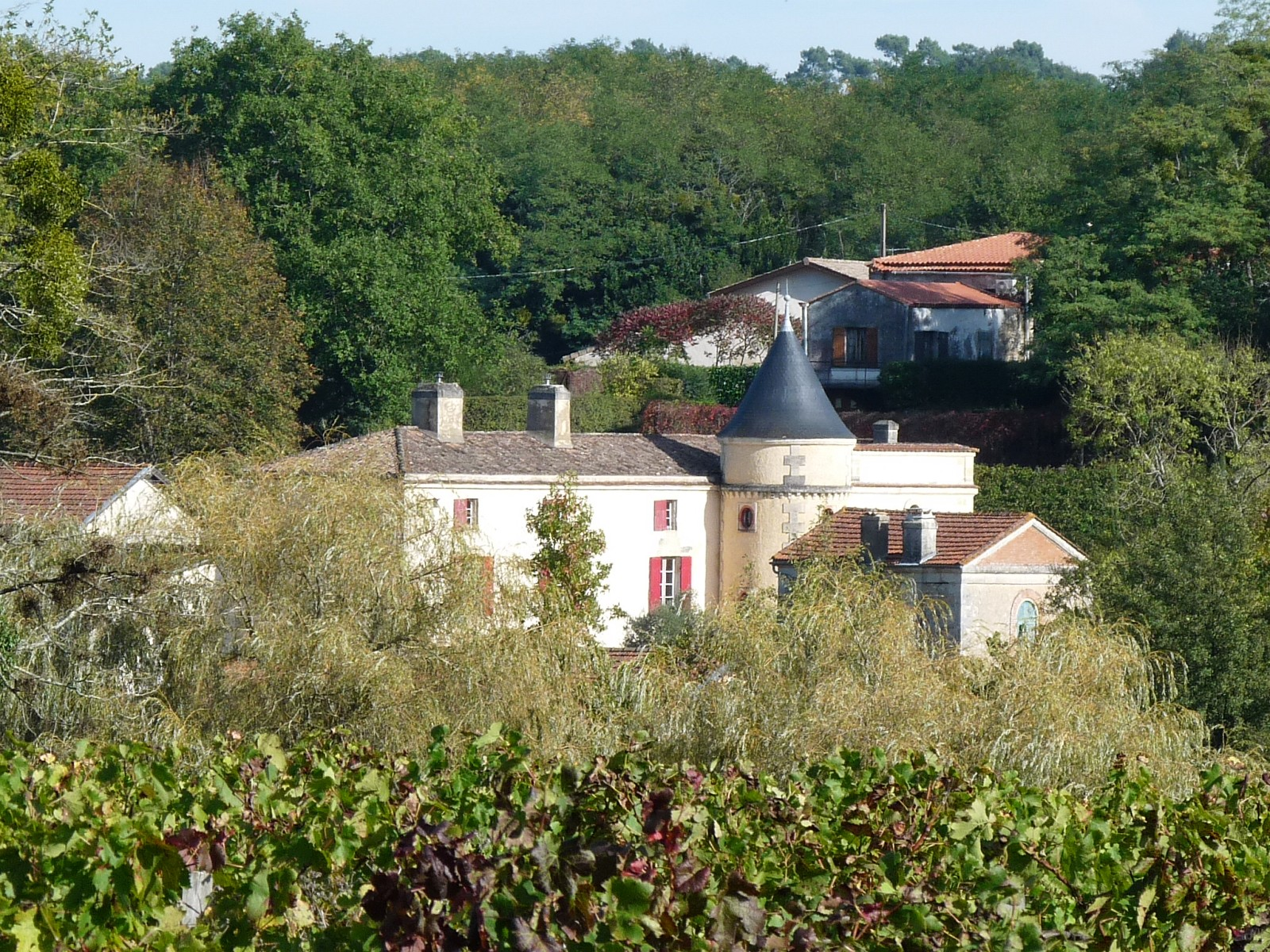
Schloss Graulet